# فرد س. كوش
فرد س. كوش (بالإنجليزية: Fred C. Koch) هو شخصية أعمال ورائد أعمال أمريكي، ولد في 23 سبتمبر 1900 في كوانا في الولايات المتحدة، وتوفي في 17 نوفمبر 1967 في أوغدن في الولايات المتحدة بسبب قصور القلب.

## وصلات خارجية
- فرد س. كوش على موقع الموسوعة البريطانية (الإنجليزية)
- فرد س. كوش على موقع إن إن دي بي (الإنجليزية)